# Vòng loại Giải vô địch bóng đá nữ châu Phi 2012
Vòng loại Giải vô địch bóng đá nữ châu Phi 2012 được tổ chức nhằm tìm ra các đội tuyển tham dự vòng chung kết.
Có 24 đội tuyển tham dự vòng loại. Ở vòng sơ loại, 20 đội tuyển có thứ hạng thấp nhất được phân cặp. Mười đội tuyển đi tiếp, cùng bốn đội tuyển được miễn vòng sơ loại, được chia thành bảy cặp. Bảy đội chiến thắng lọt vào vòng chung kết.

## Vòng sơ loại
Các trận đấu diễn ra ngày 13–15 tháng 1 năm 2012 (lượt đi) và 27–29 tháng 1 năm 2012 (lượt về).
| Ai Cập                                              | 4–2     | Ethiopia        |
| --------------------------------------------------- | ------- | --------------- |
| Atia 9', 62' (ph.đ.) · Tarek 67' · Abd El Hafiz 84' | Báo cáo | Biza · Abaa 90' |

| Ethiopia                                       | 4–0     | Ai Cập |
| ---------------------------------------------- | ------- | ------ |
| Zergaw 36', 53' · Siefu 70' · Gebrekirstos 85' | Báo cáo |        |

Ethiopia lọt vào vòng một.
| Namibia | 0–2     | Tanzania                     |
| ------- | ------- | ---------------------------- |
|         | Báo cáo | Rashid 64' · Mwanahamisi 87' |

| Tanzania | 5–2 | Namibia |
| -------- | --- | ------- |
|          |     |         |

Tanzania lọt vào vòng một.
| Bờ Biển Ngà                                | 5–1     | Guinée    |
| ------------------------------------------ | ------- | --------- |
| Gnago 10', 72' · Nahi 21', 55' · Nrehy 35' | Báo cáo | Marra 40' |

| Guinée | 0–5 | Bờ Biển Ngà |
| ------ | --- | ----------- |
|        |     |             |

Bờ Biển Ngà lọt vào vòng một.
| Kenya | w/o | Mozambique |
| ----- | --- | ---------- |
|       |     |            |

Mozambique lọt vào vòng một sau khi Kenya bỏ cuộc.
| Zambia                                                                | 7–0     | Malawi |
| --------------------------------------------------------------------- | ------- | ------ |
| Sosala 2', 28' · Mupopo 4' · Bowa 35', 79' · Kibanji 50' · M.Zulu 57' | Báo cáo |        |

| Malawi | 4–2 | Zambia |
| ------ | --- | ------ |
|        |     |        |

Zambia lọt vào vòng một.
| Maroc                   | 2–0     | Tunisia |
| ----------------------- | ------- | ------- |
| Fadel 25' · Chebbak 61' | Báo cáo |         |

| Tunisia           | 2–0 | Maroc |
| ----------------- | --- | ----- |
|                   |     |       |
| Loạt sút luân lưu |     |       |
|                   | 3–5 |       |

Maroc lọt vào vòng một.
| Sénégal | w/o | Burundi |
| ------- | --- | ------- |
|         |     |         |

Sénégal lọt vào vòng một sau khi Burundi bỏ cuộc.
| Botswana | 0–1     | Zimbabwe |
| -------- | ------- | -------- |
|          | Báo cáo | Jene 47' |

| Zimbabwe | 2–1 | Botswana |
| -------- | --- | -------- |
|          |     |          |

Zimbabwe lọt vào vòng một.
| Uganda      | 1–1     | CHDC Congo |
| ----------- | ------- | ---------- |
| Luwedde 19' | Báo cáo | Lugemba 7' |

| CHDC Congo | 4–0 | Uganda |
| ---------- | --- | ------ |
|            |     |        |

CHDC Congo lọt vào vòng một.
| Mali | 0–3     | Ghana                               |
| ---- | ------- | ----------------------------------- |
|      | Báo cáo | Ibrahim 35' · Myles 60' · Zikpi 75' |

| Ghana | 5–0 | Mali |
| ----- | --- | ---- |
|       |     |      |

Ghana lọt vào vòng một.

## Vòng một
Vòng một diễn ra vào 25–27 tháng 5 năm 2012 (lượt đi) và 15–17 tháng 6 năm 2012 (lượt về).
| Ethiopia | 2–1     | Tanzania |
| -------- | ------- | -------- |
|          | Báo cáo |          |

| Tanzania | 0–1     | Ethiopia |
| -------- | ------- | -------- |
|          | Báo cáo |          |

Ethiopia lọt vào vòng chung kết.
| Bờ Biển Ngà | 7–0     | Mozambique |
| ----------- | ------- | ---------- |
|             | Báo cáo |            |

| Mozambique | 0–5     | Bờ Biển Ngà                                                       |
| ---------- | ------- | ----------------------------------------------------------------- |
|            | Báo cáo | B.Diakité 2' · Akaffou 25' · Gnago 29' · Nahi 45+1' · Essoh 90+1' |

Bờ Biển Ngà lọt vào vòng chung kết
| Zambia | 1–4     | Nam Phi |
| ------ | ------- | ------- |
|        | Báo cáo |         |

| Nam Phi         | 2–1     | Zambia   |
| --------------- | ------- | -------- |
| Modise 19', 46' | Báo cáo | Bowa 20' |

Nam Phi lọt vào vòng chung kết.
| Maroc | 0–0     | Sénégal |
| ----- | ------- | ------- |
|       | Báo cáo |         |

| Sénégal           | 0–0     | Maroc |
| ----------------- | ------- | ----- |
|                   | Báo cáo |       |
| Loạt sút luân lưu |         |       |
|                   | 5–4     |       |

Sénégal lọt vào vòng chung kết.
| Zimbabwe | 0–2     | Nigeria |
| -------- | ------- | ------- |
|          | Báo cáo |         |

| Nigeria                                           | 4–0     | Zimbabwe |
| ------------------------------------------------- | ------- | -------- |
| Nkwocha 8' · Oparanozie 16' · Sunday 18' · ?? 58' | Báo cáo |          |

Nigeria lọt vào vòng chung kết.
| Ghana    | 1–1     | Cameroon |
| -------- | ------- | -------- |
| Okoe 81' | Báo cáo | Iven 65' |

| Cameroon          | 1–1     | Ghana      |
| ----------------- | ------- | ---------- |
| Manie 87' (ph.đ.) | Báo cáo | Aduako 35' |
| Loạt sút luân lưu |         |            |
|                   | 10–9    |            |

Cameroon lọt vào vòng chung kết
| CHDC Congo | w/o | Guinea Xích Đạo |
| ---------- | --- | --------------- |
|            |     |                 |

Các trận đấu bị hủy bỏ Guinea Xích Đạo vào thẳng vòng chung kết, còn CHDC Congo đi tiếp.